# Леонтьевка (Амурская область)
Лео́нтьевка — село в Мазановском районе Амурской области России. Входит в состав Краснояровского сельсовета.

## География
Село Леонтьевка стоит на левом берегу реки Бирма, до левого берега Зеи примерно 4 км.
Через Леонтьевку проходит автодорога областного значения Свободный — Новокиевский Увал — Экимчан — Златоустовск.
Расстояние до районного центра Мазановского района села Новокиевский Увал (через Антоновку, Петровку, Каменку, Белоярово и Мазаново) — 38 км.
Расстояние до административного центра Краснояровского сельсовета села Красноярово — 6 км (на юго-запад).

## Население
| 2002 | 2010 | 2012 | 2013 | 2014 | 2015 | 2016 |
| ---- | ---- | ---- | ---- | ---- | ---- | ---- |
| 93   | ↘73  | ↘68  | ↗70  | ↗72  | ↘70  | ↘69  |
| 2017 | 2018 |      |      |      |      |      |
| ↗70  | →70  |      |      |      |      |      |

По данным переписи 1926 года по Дальневосточному краю, в населённом пункте числилось 59 хозяйств и 322 жителей (144 мужчины и 178 женщин), из которых преобладающая национальность — украинцы (46 хозяйств).

## Улицы
В селе имеются две улицы: Прибрежная и Центральная.